# Szojuz–28

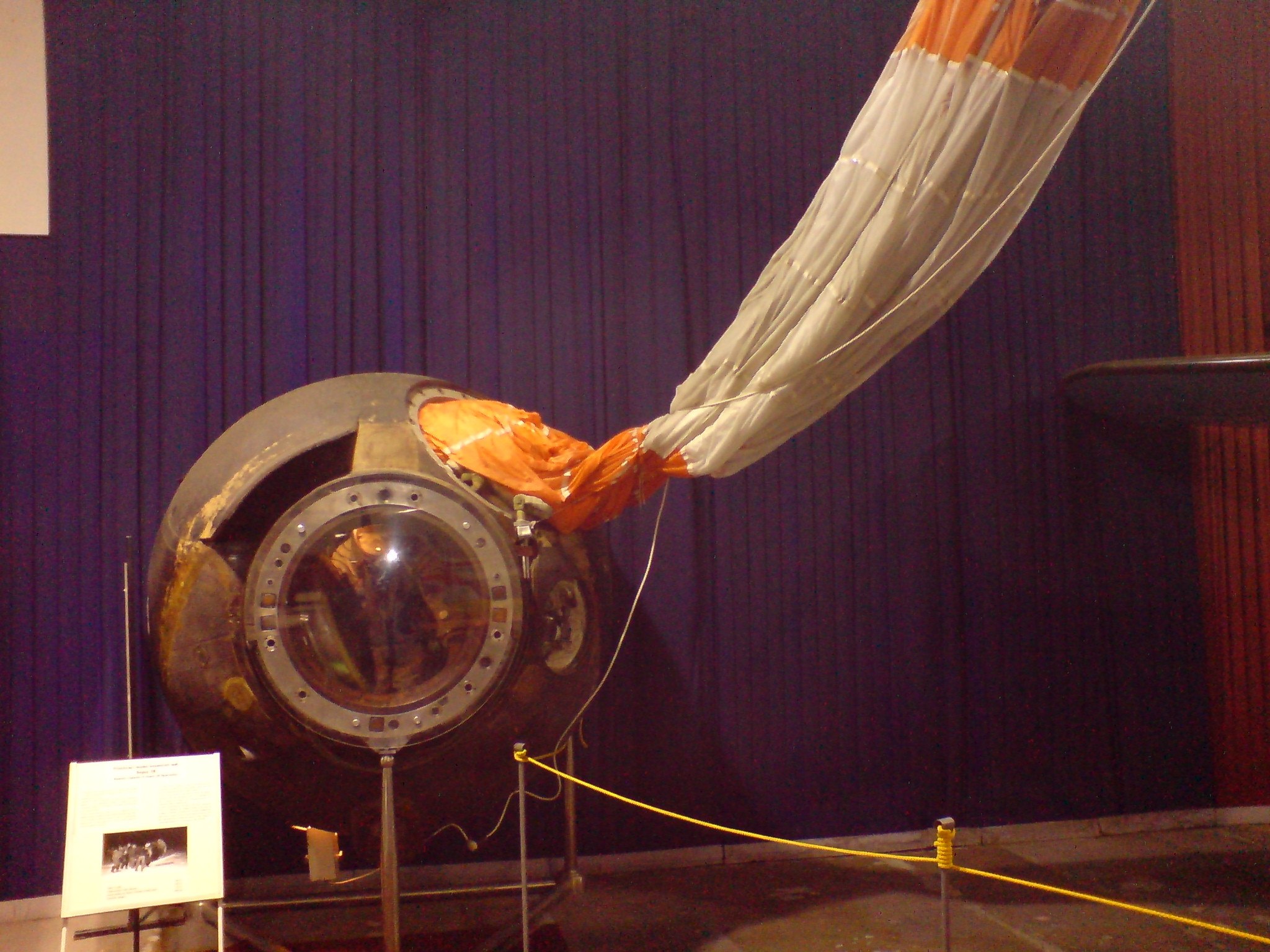
A Szojuz-28 visszatérő egysége a Prágai Repülési Múzeumban

A Szojuz–28 (oroszul: Союз 28) szovjet háromszemélyes, kétszemélyessé átalakított szkafanderes személyszállító, szabványos rendszerben épített Szojuz űrhajó. A 34., ember irányította szovjet űrhajó. Az űrhajó vitte az első Interkozmosz-program keretében látogató űrhajóst a Szaljut–6 űrállomásra, melynek keretében repült Csehszlovákia első űrhajósa, Vladimír Remek.

## Küldetés
Feladat a látogató legénység elhelyezése, bekapcsolódás a navigációs, csillagászati, műszaki, légkörkutatási, földfotózási, földmegfigyelési, orvosi és biológiai kutatási programba. A szovjet és a csehszlovák szakemberek által kidolgozott sejtosztódási kísérletek végzése.

## Jellemzői
Központi tervező iroda CKBEM <= Центральное конструкторское бюро экспериментального машиностроения (ЦКБЕМ)> (OKB-1 <= ОКБ-1>, most OAO RKK Energiya im. SP Korolev <= ОАО РКК Энергия им. С. П. Королёва> – Központi Kísérleti Gépgyártási Tervezőiroda). Az űrhajót kis átalakítással emberes programra, teherszállításra és mentésre (leszállásra) tervezték.
1978. március 2-án a bajkonuri űrrepülőtér indítóállomásról egy Szojuz hordozórakéta (11А511U) juttatta Föld körüli, közeli körpályára. Az orbitális egység pályája 88.95 perces, 51.65 fokos hajlásszögű, elliptikus pálya-perigeuma 199 kilométer, apogeuma 353 kilométer volt. Hasznos tömege 6800 kilogramm. Szerkezeti felépítését tekintve a Szojuz űrhajó napelemtáblák nélküli változatával megegyező. Akkumulátorait az űrállomás napelemtáblái által előállított energiával tartották üzemkész állapotban. Március 3-án 18 óra 10 perckor kapcsolódott össze az űrállomással, a hátsó dokkoló egységnél. A dokkolás automatikusan történt. Összesen 7 napot, 22 órát és 17 percet töltött a világűrben. Összesen 125 alkalommal kerülte meg a Földet.
A Morava technológiai kísérletben ezüst-ón, valamint réz-ón-kloridokat olvasztottak meg és kristályosítottak a Szplav kemencében. A Raduga erőforrás-kutatási programban az MKF-6M kamerával felvételek készültek Csehszlovákia különböző területeiről. Az orvosi vizsgálatok során az Oximetr műszerrel az űrhajósok testszöveteinek oxigénellátottságát vizsgálták. A Tyeploobmen (orosz: hőcsere) kísérletben a hőérzékelést és a kozmonauták hőmérsékletét tanulmányozták szokásos hőmérők és egy csehszlovák elektrodinamikus katatermométer segítségével. Pszichológiai kérdőíveket töltöttek ki, a hangulati elemek felmérésére. A Hlorella biológiai kísérletben négy biotartályban cholrella (algaféle) biológiai kísérletben a súlytalanságban való növekedést vizsgálták. A légkörkutatási programban lenyugvó és felkelő csillagok exinkcióját (fényességváltozását) figyelték vizuális módszerekkel.
Március 10-én belépett a légkörbe, a leszállás hagyományos módon – ejtőernyős leereszkedés – történt, Celinográdtól 307 kilométerre nyugatra értek Földet.

## Személyzet
(zárójelben a küldetések száma a Szojuz–28-cal együtt)

### Indításkor
- Alekszej Gubarjev (2)
- Vladimír Remek (1)

## Tartalékok
- parancsnok Nyikolaj Rukavisnyikov
- kísérletező pilóta Oldřich Pelčák